# Zakspeed 841
Zakspeed 841 je Zakspeedov prvi dirkalnik Formule 1 za sezono 1985, ko sta z njim dirkala Jonathan Palmer in Christian Danner. Moštvo, ki je za prvenstvo prijavilo le en dirkalnik, je debitiralo na drugi dirki sezone za Veliki nagradi Portugalske, kjer pa je edini dirkač Palmer odstopil po trku s Kekejem Rosbergom kmalu po štartu. Na naslednji dirki za Veliki nagradi San Marina se je Palmer kvalificiral na solidno sedemnajsto mesto, toda zaradi okvare motorja pred štartom dirke sploh ni začel. Na dirki za Veliki nagradi Monaka je Palmer dosegel prvo uvrstitev s solidnim enajstim mestom, toda to je bila tudi edina uvrstitev tega dirkalnika. Po petih zaporednih odstopil se je Palmer poškodoval na dirki športnih dirkalnikov na dirkališču Spa-Francorchamps, na dveh dirkah ob koncu sezone je zato nastopil mladi Christian Danner, ki pa je obakrat odstopil.

## Popolni rezultati Formule 1
(legenda) 
| Leto | Moštvo   | Motor                           | Gume | Dirkača          | 1   | 2   | 3   | 4   | 5   | 6    | 7   | 8   | 9   | 10  | 11  | 12  | 13  | 14  | 15  | 16  | Toč | Prv |
| ---- | -------- | ------------------------------- | ---- | ---------------- | --- | --- | --- | --- | --- | ---- | --- | --- | --- | --- | --- | --- | --- | --- | --- | --- | --- | --- |
| 1985 | Zakspeed | Zakspeed 1500/4 4-in-line (t/c) | G    |                  | BRA | POR | SMR | MON | KAN | VZDA | FRA | VB  | NEM | AVT | NIZ | ITA | BEL | EU  | JAR | AVS | 0   | NC  |
| 1985 | Zakspeed | Zakspeed 1500/4 4-in-line (t/c) | G    | Jonathan Palmer  |     | Ret | DNS | 11  |     |      | Ret | Ret | Ret | Ret | Ret | Inj | Inj | Inj | Inj | Inj | 0   | NC  |
| 1985 | Zakspeed | Zakspeed 1500/4 4-in-line (t/c) | G    | Christian Danner |     |     |     |     |     |      |     |     |     |     |     |     | Ret | Ret |     |     | 0   | NC  |